# 컬러리스트
컬러리스트(colorist)는 흑백 라인아트에 컬러를 입히는 사람이다. 20세기 대부분의 기간에 이 작업은 브러시와 물감을 사용하여 이루어졌다. 20세기 말부터는 주로 디지털 매체를 사용하여 이루어지고 있다.

## 같이 보기
- 컬러 그레이딩